# Étoile-sur-Rhône
Étoile-sur-Rhône é uma comuna francesa na região administrativa de Auvérnia-Ródano-Alpes, no departamento de Drôme. Estende-se por uma área de 42,79 km². Em 2010 a comuna tinha 5 631 habitantes (densidade: 131,6 hab./km²).